# Glinice (Wieszowa)
Glinice, Glinica (niem. Glinitz) – część wsi Wieszowa, w gminie Zbrosławice, powiecie tarnogórskim i województwie śląskim.
Glinice znajdują się w północnej części Wieszowy, stanowiąc odrębny organizm osadniczy wzdłuż ulicy Moniuszki, przy granicy ze Zbrosławicami. Należą do parafii w Wieszowie.

## Historia
Zostały założone z inicjatywy Macieja Wilczka (właściciela Wieszowy) w 1774 roku, jako kolonia drwali, o nazwie Glinitz.
Dawniej samodzielna wieś i gmina jednostkowa w powiecie bytomskim na Górnym Śląsku. Po podziale powiatu bytomskiego w 1873 roku znalazła się w powiecie tarnogórskim. W 1885 roku gmina Glinice liczyła zaledwie 30 mieszkańców i już przed 1908 została włączona do gminy Wieszowa. Po podziale powiatu bytomskiego w 1922 roku granicą państwową, pozostały przy Niemczech, wchodząc najpierw w skład szczątkowego powiatu tarnogórskiego (Restkreis Tarnowitz), a od 1 stycznia 1927 w skład powiatu Beuthen-Tarnowitz. Podczas II wojny światowej, pod administracją III Rzeszy, w składzie gminy Wieschowa (od 27 września 1935 pod nazwą Randsdorf). Od 1945 w Polsce (gmina Wieszowa).
W 1841 r. w okolicy Glinic powstał folwark, który w 1853 r. nazwano Apolda.
W 1996 na Glinicach mieszkało 47 osób.

### Krzyż na Glinicach
Pochodzi z 1876 r.
Ufundował i postawił go Michał Kosmol, na pamiątkę śmierci swojego dziecka, które zginęło pod kopytami konia (podczas wypadku zaprzęgu).
Na cokole krzyża znajdują się dwa napisy:

Niech będzie pochwalony Jezus Chrystus 1876

oraz drugi w języku niemieckim, nieczytelny i zniszczony.
Krzyż jest otoczony płotkiem z żelaza.

## Nazwa
Nazwa Glinice jest topograficzna. Odnosi się do gliniastych ziemi, czyli tzw. glinic.
W latach 1935–1945 Glinice nosiły nazwę Adolfshöh (wzgórze Adolfa).

## Popełniane błędy
Po włączeniu Wieszowy do powiatu bytomskiego (1817) wyszło na jaw, że w powiecie znajdują się dwie miejscowości o nazwie Glinitz, przez co były często mylone.
Wieszowską kolonię Glinitz powiązano z fabryką porcelany, znajdującą się w miejscowości Glinitz koło Lublińca (obecnie Glinica).
Fabryka od dawna nie istnieje, miejscowości są od siebie oddalone, nie powinno być problemu ich z rozróżnieniem.
Jednak na niektórych mapach wieszowskie Glinice oznaczone są jako Glinica.

## Transport publiczny
Na terenie Glinic znajduje się przystanek autobusowy Wieszowa Glinice, zlokalizowany w rejonie skrzyżowania ulic Mickiewicza i Moniuszki. Przystanek obsługiwany jest na żądanie przez jedną linię autobusową, organizowaną przez Zarząd Transportu Metropolitalnego: jest nią linia 134, łącząca Wieszowę z Tarnowskimi Górami, przez sołectwa Zbrosławice i Ptakowice.